# Gerger
Gerger est une ville et un district de la province d'Adıyaman en Turquie.

## Administration
Le district est composé de villages, parmi lesquels :
- Sutepe